# گرمن اسوشنیکوف
گرمن اسوشنیکوف (روسی: Герман Александрович Свешников؛ ۱۱ مهٔ ۱۹۳۷ – ۹ ژوئن ۲۰۰۳) شمشیرباز اهل اتحاد جماهیر شوروی سوسیالیستی بود.
وی در مسابقات کشوری و بین‌المللی در مجموع برندهٔ ۲ مدال طلا، ۱ مدال نقره شده‌است.